# Lindsay Gauld
Lindsay Gauld (* 14. Mai 1948 in Brandon (Manitoba)) ist ein ehemaliger kanadischer Radrennfahrer.

## Sportliche Laufbahn
Gauld war im Straßenradsport aktiv. Er war Teilnehmer der Olympischen Sommerspiele 1972 in München. Im olympischen Straßenrennen schied er beim Sieg von Hennie Kuiper aus.